# 7/11
7/11 è un singolo della cantante statunitense Beyoncé, pubblicato il 25 novembre 2014 come primo estratto dalla riedizione dell'album Beyoncé, Beyoncé: Platinum Edition.

## Descrizione
Uscito in contemporanea al singolo "Ring Off", il brano 7/11 è stato composto dalla cantante stessa insieme a Detail e prodotto da Bobby Johnson.

## Video musicale
Il video musicale è stato pubblicato su YouTube il 21 novembre 2014 ed è realizzato in uno stile amatoriale con la cantante che balla in diverse situazioni apparentemente tranquille come il balcone, la terrazza o vicino a un albero di Natale.
Il video ha riscosso circa 20 milioni di visualizzazioni in soli due giorni ed è arrivato a 200 milioni dopo 6 mesi.

## Tracce
Testi di Sidney Swift, Beyoncé Knowless, Detail e Bobby Johnson Beats, musiche di Sidney Swift, Derek Dixie, Beyoncé, Detail e Bobby Johnson Beats.
1. 7/11 – 3:33

## Successo commerciale
Il brano ha raggiunto la posizione numero 13 nella classifica Billboard Hot 100 statunitense, mentre in Italia si è spinto fino alla numero 96.

## Classifiche

### Classifiche settimanali
| Classifica (2014-2015) | Posizione massima |
| ---------------------- | ----------------- |
| Australia              | 41                |
| Belgio (Fiandre)       | 1                 |
| Belgio (Vallonia)      | 9                 |
| Brasile                | 15                |
| Canada                 | 27                |
| Francia                | 11                |
| Germania               | 78                |
| Irlanda                | 44                |
| Italia                 | 96                |
| Nuova Zelanda          | 24                |
| Paesi Bassi            | 43                |
| Regno Unito            | 33                |
| Repubblica Ceca        | 21                |
| Slovacchia             | 18                |
| Stati Uniti            | 13                |
| Svezia                 | 45                |
| Svizzera               | 74                |
| Ungheria               | 9                 |

### Classifiche di fine anno
| Classifica (2015) | Posizione |
| ----------------- | --------- |
| Stati Uniti       | 61        |

## Riconoscimenti
ASCAP Rhythm & Soul Music Awards
- 2016 - Migliori canzoni R&B/Hip-Hop[34]

BET Awards
- 2015 - Video musicale dell'anno[35]
- 2015 - Candidatura al Viewer's Choice Award[35]

MTV Video Music Awards
- 2015 - Candidatura al video dell'anno[36]
- 2015 - Candidatura al miglior video di un'artista femminile[36]
- 2015 - Candidatura al miglior video pop[36]
- 2015 - Miglior montaggio[36]
- 2015 - Candidatura alla miglior coreografia[36]

Soul Train Music Award
- 2015 - Candidatura al video dell'anno[37]
- 2015 - Candidatura alla miglior interpretazione dance[37]